# أوميا أرديجا
أوميا ارديجا (باليابانية: 大宮アルディージャ)، هو نادي كرة قدم ياباني وهو نادي أساسي في اليابان.

## أهم اللاعبين الذين لعبوا للعين خلال تاريخه
- لوكاس نيل
- كريستيان كوريا ديونيزيو
- إدوين إيفانيي
- ماتو نيريتلياك
- ساول مارتينيز
- خورخي ديلي فالديز
- ميليفوي نوفاكوفيتش
- زلاتان ليوبييانكيتش
- كلمن لافريتش
- نييتش بيتشنيك